# Thiodina inerma
Thiodina inerma là một loài nhện trong họ Salticidae.
Loài này thuộc chi Thiodina. Thiodina inerma được Elizabeth Bangs Bryant miêu tả năm 1940.